# Bellevue, Washington
Bellevue este un oraș din nord-vestul Statelor Unite ale Americii, statul Washington, situat între lacurile Washington și Sammamish, este dupǎ Seattle al doilea oraș ca mǎrime din comitatul King, și al 5-lea dupǎ mǎrime în stat.

## Istorie
Bellevue a fost înființat de cǎtre William Meydenbauer în 1869 și a obținut statut de oraș în 1953. Din 1946, orașul se cristalizeazǎ în jurul centrului comercial „Bellevue Square”, care este acum unul dintre cele mai mare din regiune. La începutul anilor 1980, au apărut pentru prima dată în centrul orașului zgarie-norii, iar în prezent acesta este umplut de zgârie-nori pentru birouri,, dar și scopuri rezidențiale. Cei mai mari angajatori din centrul orașului sunt: Microsoft (7,500), Boeing (2,800). Potrivit revistei Money, numărul locurilor de muncă în Bellevue este mult mai mare decât numǎrul populației. În 2008 jurnalul Fortune Small Business, a numit orașul Bellevue drept cel mai bun oraș din Statele Unite pentru a lansa un nou business. Denumirea orașului înseamnǎ „priveliște frumoasă” în franceză. 

## Geografie
Bellevue este limitat de Lacul Washington în vest și de lacul Sammamish în est. În partea de nord Bellevue se mǎrginește cu orașul Kirkland, în nord-est - Redmond. În nord-vest, între Bellevue și malul lacului Washington, sunt suburbiile orașelor Medina, Clyde Hill, Yarrow Point și Hunts Point. În sud de asemenea se mǎrginește cu orașele Renton și Newcastle, iar în sud-est - cu Issaquah.

## Demografie
Populația totală a orașului în 2010: 122,363
Structura rasială în conformitate cu recensământul din 2010:
- 62.6% Albi
- 2.3% Negri
- 0.4% Americani Nativi
- 27.6% Asiatici
- 0.2% Hawaieni Nativi sau locuitori ai Insulelor Pacificului
- 3.9% Două sau mai multe rase
- 3.0% Altă rasă
- 7.0% Hispanici sau Latino (de orice rasă)

## Personalități născute aici
- Larry Sanger (n. 1968), filozof, om de afaceri, cofondator Wikipedia.

## Orașe înfrățite
- Liepāja, Letonia
- Kladno, Republica Cehă
- Yao, Japonia
- Hualien, Republica Chineză